# Nicolas-Denis de Bas de L'Aulne
Nicolas-Denis de Bas de l’Aulne dit Basdelaune, né le 28 février 1756 à Paris et mort le 15 juin 1795 à Genève, est un général de division de la Révolution française.

## Biographie
Il entre en service le 15 septembre 1770, comme pilotin dans la marine marchande, fonction qu'il exerce jusqu'à la fin de 1774. En 1782, il reprend la mer sous le pavillon hollandais comme lieutenant de frégate, avant de quitter de nouveau le service comme lieutenant de vaisseau en 1786 et de s’installer à Annecy.
En 1790, il retourne en France et assure l’instruction des canonniers des quartiers Saint-Marcel, Saint-Victor et Saint-Jacques à Paris. Caporal de grenadiers, lieutenant, capitaine de canonniers, puis capitaine d’artillerie de marine, il abandonne ses particules et devient le 1er septembre 1792 adjudant-général chef de bataillon. Le 12 octobre de la même année, il est versé à l’armée des Alpes. 
En 1793, il est nommé chef de brigade le 4 juin puis général de brigade le 25 juillet et participe sous les ordres de Kellermann aux opérations victorieuses du moment. Le 13 octobre, il reçoit le commandement de la division du Mont-Blanc. Le 13 janvier 1794, il reçoit l’ordre de remplacer le général Walther à Saint-Jean-de-Maurienne avant de rejoindre le Petit-Saint-Bernard, où il se couvre de gloire en chassant les troupes piémontaises au matin du 24 avril.
Promu général de division le 30 avril suivant, il est alors envoyé vers le Mont-Cenis qui tombe le 14 mai. Reprenant position au Petit-Saint-Bernard, il y repousse victorieusement au mois de juin les tentatives d’assaut ennemies.
Le 3 janvier 1795, il est nommé au commandement d’une division de l’armée d’Italie. Suspendu de ses fonctions par un arrêté du Comité de salut public en date du 1er juin, malade, il meurt à Genève le 15 juin. Il est inhumé à Annecy.

## Sources
- (en) Generals Who Served in the French Army during the Period 1789 - 1814 sur napoleon-series.org
- « Le Diable et le Saint-Bernard » sur le Forum Napoléon Ier
- Docteur Robinet, Jean-François Eugène et J. Le Chapelain, Dictionnaire historique et biographique de la révolution et de l'empire, 1789-1815, volume 1, Librairie Historique de la révolution et de l’empire, 900 p. (lire en ligne), p. 114.